# Cyanopepla fulgida
Cyanopepla fulgida là một loài bướm đêm thuộc phân họ Arctiinae, họ Erebidae.